# Izwiestia iz armii
Izwiestia iz armii – biuletyn propagandowy armii Imperium Rosyjskiego, wydawany przez Michaiła Kutuzowa podczas wojny z Wielką Armią Cesarstwa Francuskiego. Miał podnosić morale rosyjskich żołnierzy w czasie wojen napoleońskich, wyolbrzymiając rosyjskie zwycięstwa i bagatelizując rosyjskie porażki.

## Literatura
- Adam Zamoyski, 1812, Kraków 2004.